# Eleccions generals espanyoles de 2004
Les eleccions generals espanyoles de 2004 es van celebrar el 14 de març de 2004. El Partit Socialista Obrer Espanyol va guanyar gràcies a la forta davallada del Partit Popular liderat per Mariano Rajoy. El candidat socialista, José Luís Rodríguez Zapatero va ser elegit president del govern.
Segons les respostes a una enquesta postelectoral del CIS, l'atemptat de l'11-M va influir personalment molt en la decisió de vot d'un 10,1% dels enquestats; bastant en un 11,4%; poc en un 7%; i no va tenir cap influència en un 71,3% (un 0,2% no respon). Només un 13,5% diuen que els va influir per canviar el vot. Un 83,6% diu que ja tenia el vot decidit abans de l'inici de la campanya electoral; un 5,4% ho decidí durant la campanya, però abans de l'11-M; un 10,6% després de l'atemptat; un 0,4% no respon. En l'enquesta preelectoral de gener-febrer del 2004del CIS, a la pregunta: "Suposant que demà se celebressin eleccions generals, és a dir, al Parlament espanyol, quin partit o coalició votaria?", un 26,2% dels entrevistats respon el PP, mentre un 22,8% diu que votaria el PSOE. Un 40,0% en total diu que votaria en blanc, no votaria, no ho sap o no contesta, de tots aquests, els més nombrosos, amb un 23,6% (quasi la quarta part dels enquestats) són els que diuen que no ho saben encara. A la pregunta següent, feta als anteriors (un 40% de tota la mostra) els demanen: "En tot cas, per quin dels següents partits o coalicions sent més simpatia o quin considera més proper a les seves pròpies idees?". En aquest cas, un 13,4% respon el PP, i un 18,5% el PSOE. A ambdues preguntes s'hi hauria d'afegir la resta de respostes, corresponents a altres partits. Per acabar, el total de respostes NS/NC (de fet, era com si ho fossin a les dues preguntes esmentades) arribava a un 26,1% dels que responen a la segona. Encara que Mariano Rajoy hagués obtingut més vots i més escons que el PSOE no podia governar, perquè el PSOE, havia pactat amb Esquerra Unida, per fer govern.

## Candidats

### Principals aspirants a presidència del govern
- Mariano Rajoy Brey, president del Partit Popular i successor de José María Aznar López
- José Luís Rodríguez Zapatero, secretari general de Partit Socialista Obrer Espanyol

### Altres candidats amb representació parlamentària
- Gaspar Llamazares, president d'Izquierda Unida
- Josep Antoni Duran i Lleida, secretari general de Convergència i Unió i president d'Unió Democràtica de Catalunya
- Joan Puigcercós i Boixassa, secretari general d'Esquerra Republicana de Catalunya.
- Josu Iñaki Erkoreka, pel Partit Nacionalista Basc.
- Paulino Rivero Baute per Coalición Canaria.
- Francisco Rodríguez Sánchez pel Bloc Nacionalista Gallec.
- José Antonio Labordeta per la Chunta Aragonesista.
- Begoña Lasagabaster per Eusko Alkartasuna.
- Uxue Barkos per Nafarroa Bai.

## Participació
|                  | 2004       | 2004   | 2000   |
| Total de votants | 25.846.620 | 77,21% | 68,71% |
| Abstenció        | 7.628.756  | 22,79% | 31,29% |
| Vots en blanc    | 406.789    | 1,57%  | 1,57%  |
| Vots nuls        | 261.590    | 1,01%  | 0,68%  |

(Font: Ministeri de l'Interior, escrutat el 99,99%)

## Resultats
Aquests són els resultats de les eleccions generals a Espanya dutes a terme el 14 de març de l'any 2004.

## Congrés dels Diputats
El Congrés dels Diputats espanyol és la cambra baixa del sistema legislatiu bicameral d'Espanya. Té 350 diputats. En negreta, els partits de Govern
| ← Eleccions generals espanyoles, 2004 → |                                                                                       |            |            |            |       |           |
| Candidatures                            | Candidatures                                                                          | Vots 2004  | % Vot 2004 | Parl. 2004 | Canvi | Tendència |
|                                         | Partit Socialista Obrer Espanyol (PSOE)                                               | 11.026.163 | 42,59      | 164        | +8,43 | +39       |
|                                         | Partit Popular (PP)                                                                   | 9.763.144  | 37,71      | 148        | -6,81 | -35       |
|                                         | Convergència i Unió (CiU)                                                             | 835.471    | 3,23       | 10         | -0,94 | -5        |
|                                         | Esquerra Republicana de Catalunya (ERC)                                               | 652.196    | 2,52       | 8          | +1,68 | +7        |
|                                         | Partit Nacionalista Basc (EAJ-PNV)                                                    | 420.980    | 1,63       | 7          | +0,10 | =         |
|                                         | Izquierda Unida-Iniciativa per Catalunya Verds-Esquerra Unida - L'Entesa (IU-ICV-EUE) | 1.284.081  | 4,96       | 5          | -1,00 | -3        |
|                                         | Coalición Canaria (CC)                                                                | 235.221    | 0,91       | 3          | -0,16 | -1        |
|                                         | Bloc Nacionalista Gallec (BNG)                                                        | 208.688    | 0,81       | 2          | -0,51 | -1        |
|                                         | Chunta Aragonesista (CHA)                                                             | 94.252     | 0,36       | 1          | +0,03 | =         |
|                                         | Eusko Alkartasuna (EA)                                                                | 80.905     | 0,31       | 1          | -0,12 | =         |
|                                         | Nafarroa Bai (Na-Bai)                                                                 | 61.045     | 0,24       | 1          | n/a   | +1        |
|                                         | Partit Andalusista                                                                    | 181.868    | 0,7        |            |       |           |
|                                         | Bloc Nacionalista Valencià-Esquerra Verda                                             | 40.769     | 0,16       |            |       |           |
|                                         | Partit Socialista de Mallorca-Entesa Nacionalista                                     | 40.289     | 0,16       |            |       |           |
|                                         | Ciudadanos en Blanco                                                                  | 40.208     | 0,16       |            |       |           |
|                                         | Aralar-Zutik                                                                          | 28.560     | 0,15       |            |       |           |
|                                         | Los Verdes Ecopacifistas                                                              | 37.499     | 0,14       |            |       |           |
|                                         | Partit Aragonès                                                                       | 36.540     | 0,14       |            |       |           |
|                                         | Centro Democrático y Social                                                           | 34.101     | 0,13       |            |       |           |
|                                         | Els Verds-Alternativa Ecologista                                                      | 30.528     | 0,12       |            |       |           |
|                                         | Partido Socialista de Andalucía                                                       | 24.127     | 0,09       |            |       |           |
|                                         | Partit Humanista                                                                      | 21.758     | 0,08       |            |       |           |
|                                         | Los Verdes de la Comunidad de Madrid                                                  | 19.600     | 0,08       |            |       |           |
|                                         | Izquierda Republicana                                                                 | 16.993     | 0,07       |            |       |           |
|                                         | Democracia Nacional                                                                   | 15.180     | 0,07       |            |       |           |
|                                         | Unión del Pueblo Leonés                                                               | 14.160     | 0,05       |            |       |           |
|                                         | Partit Comunista dels Pobles d'Espanya                                                | 12.979     | 0,05       |            |       |           |
|                                         | Los Verdes-Grupo Verde                                                                | 12.749     | 0,05       |            |       |           |
|                                         | Falange Española de las JONS                                                          | 12.266     | 0,05       |            |       |           |
|                                         | Unió Mallorquina                                                                      | 10.554     | 0,05       |            |       |           |
|                                         | La Falange                                                                            | 10.311     | 0,04       |            |       |           |
|                                         | Tierra Comunera-Partido Nacionalista Castellano                                       | 8.866      | 0,03       |            |       |           |
|                                         | Partit Obrer Socialista Internacionalista                                             | 8.003      | 0,03       |            |       |           |
|                                         | Los Verdes                                                                            | 7.074      | 0,03       |            |       |           |
|                                         | Movimiento Social Republicano                                                         | 6.768      | 0,03       |            |       |           |
|                                         | Partido Demócrata Español (PADE)                                                      | 5.677      | 0,02       |            |       |           |
|                                         | Convergència de Demòcrates de Navarra (CDN)                                           | 5.573      | 0,02       |            |       |           |
|                                         | Falange Auténtica                                                                     | 4.589      | 0,02       |            |       |           |
|                                         | Partit Asturianista                                                                   | 4.292      | 0,02       |            |       |           |
|                                         | España 2000                                                                           | 4.231      | 0,02       |            |       |           |
|                                         | Partit Nacionalista Canari (PNC)                                                      | 4.092      | 0,02       |            |       |           |
|                                         | Extremadura Unida                                                                     | 3.916      | 0,02       |            |       |           |
|                                         | Asamblea de Andalucía                                                                 | 2.930      | 0,01       |            |       |           |
|                                         | Alternativa Popular Canaria                                                           | 2.715      | 0,01       |            |       |           |
|                                         | Frente Popular Galega (FPG)                                                           | 2.257      | 0,01       |            |       |           |
|                                         | Coalició Gallega                                                                      | 2.235      | 0,01       |            |       |           |
|                                         | Andecha Astur                                                                         | 1.970      | 0,01       |            |       |           |
|                                         | Els Verds-Alternativa Verda                                                           | 1.836      | 0,01       |            |       |           |
|                                         | Conceju Nacionaliegu Cántabru (CNG)                                                   | 1.431      | 0,01       |            |       |           |
|                                         | PREPAL                                                                                | 1.322      | 0,01       |            |       |           |
|                                         | Alianza por la Unidad Nacional                                                        | 923        | 0,0        |            |       |           |
|                                         | Izquierda Asturiana                                                                   | 854        | 0,0        |            |       |           |
|                                         | Lucha Internacionalista                                                               | 668        | 0,01       |            |       |           |
|                                         | Estado Nacional Europeo                                                               | 410        | 0,0        |            |       |           |
|                                         | Partido Nacional de los Trabajadores                                                  | 379        | 0,0        |            |       |           |

### Resum Resultats Eleccions Generals Espanyoles 2004 a Catalunya
Resum Resultats Eleccions Generals Espanyoles 2004 a Catalunya
| Candidatures | Candidatures                            | Vots 2004 | % Vot 2004 | Parl. 2004 |
| ------------ | --------------------------------------- | --------- | ---------- | ---------- |
|              | Partit Socialista Obrer Espanyol (PSOE) | 1.586.748 | 39,47      | 21         |
|              | Convergència i Unió (CiU)               | 835.471   | 20,78      | 10         |
|              | Esquerra Republicana de Catalunya (ERC) | 638.902   | 15,89      | 8          |
|              | Partit Popular (PP)                     | 626.107   | 15,58      | 6          |
|              | Iniciativa per Catalunya Verds (ICV)    | 234.790   | 5,84       | 2          |

## Diputats

### Catalunya

#### Barcelona
- Josep Montilla i Aguilera (PSC-PSOE)
- Carme Chacón i Piqueras (PSC-PSOE)
- Elisenda Malaret i Garcia (PSC-PSOE)
- Manuel Mas i Estela (PSC-PSOE)
- Lourdes Muñoz i Santamaria (PSC-PSOE)
- Montserrat Colldeforns i Sol (PSC-PSOE)
- Isabel López i Chamosa (PSC-PSOE)
- Daniel Fernández i González (PSC-PSOE)
- Meritxell Batet i Lamanya (PSC-PSOE)
- Jordi Pedret i Grenzner (PSC-PSOE)
- Jordi Marsal i Muntalà (PSC-PSOE)
- Esperança Esteve i Ortega (PSC-PSOE)
- Juan Carlos Corcuera Plaza (PSC-PSOE)
- Dolors Puig i Gasol (PSC-PSOE)
- Josep Antoni Duran i Lleida (CiU)
- Jordi Vilajoana i Rovira (CiU)
- Mercè Pigem i Palmés (CiU)
- Carles Campuzano i Canadès (CiU)
- Josep Sánchez i Llibre (CiU)
- Jordi Jané i Guasch (CiU)
- Dolors Nadal i Aymerich (Partit Popular)
- Jorge Fernández Díaz (Partit Popular)
- Julia García-Valdecasas Salgado (Partit Popular)
- Alicia Sánchez-Camacho Pérez (Partit Popular)
- Jorge Moragas Sánchez (Partit Popular)
- Josep Lluís Carod-Rovira (ERC)
- Joan Puigcercós i Boixassa (ERC)
- Joan Tardà i Coma (ERC)
- Rosa Bonàs i Pahisa (ERC)
- Joan Herrera i Torres (Iniciativa per Catalunya Verds)
- Carme García i Suárez (Iniciativa per Catalunya Verds)

#### Girona
- Jordi Xuclà i Costa (CiU)
- Josep Maria Guinart i Solà (CiU)
- Francesc Canet i Coma (Esquerra Republicana de Catalunya)
- Joan Puig i Cordon (Esquerra Republicana de Catalunya)
- Àlex Sáez i Jubero (PSC-PSOE)
- Montserrat Palma i Muñoz (PSC-PSOE)

#### Lleida
- Pere Grau i Buldú (CiU)
- Jordi Ramon i Torres (Esquerra Republicana de Catalunya)
- Teresa Cunillera i Mestres (PSC-PSOE)
- Esperança Farrera i Granja (PSC-PSOE)

#### Tarragona
- Francesc Vallès i Vives (PSC-PSOE)
- Lluïsa Lizarraga i Gisbert (PSC-PSOE)
- Ernest Benito i Serra (PSC-PSOE)
- Josep Maldonado i Gili (CiU)
- Josep Andreu i Domingo (Esquerra Republicana de Catalunya)
- Francesc Ricomà de Castellarnau (Partit Popular)

### País Valencià

#### Alacant
- Enriqueta Seller Roca de Togores (Partit Popular)
- Leire Pajín Iraola (PSPV-PSOE)
- Herick Manuel Campos Arteseros (PSPV-PSOE)
- Miguel Antonio Campoy Suárez (Partit Popular)
- Carlos González Serna (PSPV-PSOE)
- Macarena Montesinos de Miguel (Partit Popular)
- Francisco Vicente Murcia Barceló (Partit Popular)
- Iñigo Herrera Martínez de Campos (Partit Popular)
- Juana Serna Masiá (PSPV-PSOE)
- Agustín Jiménez Pérez (PSPV-PSOE)
- Federico Trillo-Figueroa Martínez-Conde (Partit Popular)

#### Castelló de la Plana
- Miguel Barrachina Ros (Partit Popular)
- Juan Costa Climent (Partit Popular)
- Fernando Vicente Castelló Boronat, (Partit Popular)
- Antonia García Valls (PSPV-PSOE)
- Jordi Sevilla Segura (PSPV-PSOE)

#### València
Sumari del 14 de març de 2004, Resultats de les eleccions del Congrés dels Diputats en València
| Partits                                              | Vots      | %     | Escons | Diputats |
| ---------------------------------------------------- | --------- | ----- | ------ | --- |
| Partit Popular (PP)                                  | 665.526   | 45,75 | 8      | Eduardo Zaplana Hernández-Soro, José María Michavila Núñez, Maria Àngels Ramón-Llin i Martínez, Ignacio Gil Lázaro, Vicente Antonio Martínez-Pujalte López, Susana Camarero Benítez, María Asunción Oltra Torres, Joaquín Calomarde Gramage. |
| Partit Socialista Obrer Espanyol (PSPV)              | 613.833   | 42,19 | 7      | Carmen Alborch Bataller, Ricard Torres Balaguer, Carmen Montón Giménez, Ciprià Císcar Casaban, Antònia de Armengol Criado, Josep Antoni Santamaría i Mateo, Margarita Pin Arboledas.                                                         |
| Esquerra Unida - L'Entesa (EUPV)                     | 78.515    | 5,40  | 1      | Isaura Navarro i Casillas |
| Bloc Nacionalista Valencia-Esquerra Verda            | 27.050    | 1,86  | 0      | |
| Els Verds - Ecopacifistas                            | 11.127    | 0,76  | 0      | |
| Partido Cannabis por la Legalización y Normalización | 9.604     | 0,66  | 0      | |
| Altres                                               | 27.763    | 3,38  | 0      | |
| Total                                                | 1.464.020 | 77,7  | 16     | |

### Illes Balears
- Francesc Antich Oliver (PSIB-PSOE)
- Enrique Fajarnés Ribas (Partit Popular)
- José Ramón Mateos Martín (PSIB-PSOE)
- Juan Salord Torrent (Partit Popular)
- Miguel Ángel Martín Soledad (Partit Popular)
- Isabel Oliver Sagreras (PSIB-PSOE)
- Maria Gràcia Muñoz Salvà (PSIB-PSOE)
- María Salom Coll (Partit Popular)

## Senadors

### Astúries
- Javier Sopeña Velasco (Partit Popular)
- José Antonio Alonso García (PSOE)
- Jaime Reinares Fernández (Partit Popular)
- Pilar Fernández Pardo (Partit Popular)

### Catalunya

#### Barcelona
- Mercè Aroz i Ibáñez (Entesa Catalana de Progrés)
- Isidre Molas i Batllori (Entesa Catalana de Progrés)
- Jordi Guillot i Miravet (Entesa Catalana de Progrés)
- Carles Gasòliba i Böhm (CiU)

#### Girona
- Lluís Maria de Puig i Olivé (Entesa Catalana de Progrés)
- Miquel Bofill i Abelló (Entesa Catalana de Progrés)
- Rafel Bruguera i Batalla (Entesa Catalana de Progrés)
- Rosa Núria Aleixandre i Cerarols (CiU)

#### Lleida
- Josep Maria Batlle i Farran (Entesa Catalana de Progrés)
- Maria Burgués i Bargués (Entesa Catalana de Progrés)
- Josep Maria Esquerda i Segués (Entesa Catalana de Progrés)
- Ramon Companys i Sanfeliu (CiU)

#### Tarragona
- Lluís Badia i Chancho (CiU)
- Lluís Aragonès i Delgado de Torres (Entesa Catalana de Progrés)
- Ramon Aleu i Jornet (Entesa Catalana de Progrés)
- Maria José Elices Marcos (Entesa Catalana de Progrés)

### País Valencià

#### Alacant
- Juan Pascual Azorín Soriano (PSPV-PSOE)
- Miriam Blasco Soto (Partit Popular)
- María Inmaculada de España Moya (Partit Popular)
- Miguel Barceló Pérez (Partit Popular)

#### Castelló
- Juan Bautista Cardona Prades (PSPV-PSOE)
- Gabriel Elorriaga Fernández (Partit Popular)
- Juan José Ortiz Pérez (Partit Popular)
- Carlos Daniel Murria Climent (Partit Popular)

#### València
- Josep Maria Chiquillo Barber (Partit Popular)
- Segundo Bru Parra (PSPV-PSOE)
- Pedro Agramunt Font de Mora (Partit Popular)
- José Luis Juan Sanz (Partit Popular)

### Illes Balears

#### Mallorca
- Joan Fageda Aubert (Partit Popular)
- Joaquín Antonio Bellón Martínez (PSIB-PSOE)
- Carlos Ripoll i Martínez de Bedoya (Partit Popular)

#### Menorca
- Josep Seguí Díaz (Partit Popular)

#### Eivissa-Formentera
- Antoni Marí Marí (Partit Popular)

### Euskadi

#### Àlaba
- José Manuel Barquero Vázquez (Partit Popular)
- Miguel Ángel Urquiza González (PSE-EE)
- Yolanda Vicente González (PSE-EE)
- Francisco Javier Rojo García (PSE-EE)

#### Biscaia
- Iñaki Anasagasti Olabeaga (EAJ-PNB)
- Francisco Javier Maqueda Lafuente (EAJ-PNB)
- Inmaculada Loroño Ormaetxea (EAJ-PNB)
- Lentxu Rubial Cachorro (PSE-EE)

#### Gipúscoa
- Víctor Bravo Durán (EAJ-PNB)
  - substituït per Ramón Azurza Aristeguieta
- Xabier Albistur Marín (EAJ-PNB)
- Elena Etxegoyen Gaztelumendi (EAJ-PNB)
- Francisco Buen Lacambra (PSE-EE)

### Galícia

#### La Corunya
- Francisco José Vázquez Vázquez (PSOE)
  - substituït per Francisco José Losada de Azpiazu
- Miguel Ramón Pampín Rúa (Partit Popular)
- María do Carmo Piñeiro (Partit Popular)
- Evaristo Nogueira Pol (Partit Popular)

#### Lugo
- Francisco Cacharro Pardo (Partit Popular)
- Luis Ángel Lago Lage (PSOE)
- Fernando Carlos Rodríguez Pérez (Partit Popular)
- César Aja Mariño (Partit Popular)

#### Ourense
- Cándido Rodríguez Losada (PSOE)
- Mercedes Gallego Esperanza (Partit Popular)
- Isaac Vila Rodríguez (Partit Popular)
- Amador Vázquez Vázquez (Partit Popular)

#### Pontevedra
- José Manuel Cores Tourís (Partit Popular)
- César José Mera Rodríguez (Partit Popular)
- Enrique Curiel Alonso (PSOE)
- Víctor Manuel Vázquez Portomeñe (Partit Popular)

### Navarra
- José Cruz Pérez Lapazaran (Unió del Poble Navarrès)
- José Iribas Sánchez de Boado (Unió del Poble Navarrès)
- Carlos Chivite Cornago (PSOE)
- Amelia Salanueva Murguialday (Unió del Poble Navarrès) 
  - substituït per Marta Alicia Díaz García